# Faustina degli Azzi
Faustina degli Azzi Forti (Arezzo, 1 de març de 1650-4 de maig de 1724) va ser una poetessa italiana, filla de Cosimo degli Azzi i germana del cavaller i també poeta Francesco Maria degli Azzi.
Segons Giammaria Mazzucheli, és una de les més notables poetesses de finals de segle XVII. Va formar part de l'Acadèmia de l'Arcàdia, on adoptà el sobrenom de Selvaggia Eurinomia.
Les seves obres van ser compilades en un volum, s'hi inclouen odes, madrigals, èglogues i altres petites composicions, titulat Serto Poetico di Faustina degli Azzi ne Forti (Arezzo, 1694 i 1697) i està dedicada a Beatriu de Baviera, gran princesa de Toscana. Alguns dels poemes van ser inclosos a diverses col·leccions, com Rimatrici viventi (Venècia, 1716) i Rimatrici d'ogni Sécolo (Venècia, 1716).